# Петровський Віктор Станіславович
Ві́ктор Станіславович Петро́вський  — старший сержант Збройних сил України.
Брав участь у боях на сході України в складі однієї із житомирських частин.

## Нагороди
31 жовтня 2014 року за особисту мужність і героїзм, виявлені у захисті державного суверенітету та територіальної цілісності України, вірність військовій присязі під час російсько-української війни, відзначений — нагороджений орденом «За мужність» III ступеня.